# Xã Union, Quận Fulton, Arkansas
Xã Union (tiếng Anh: Union Township) là một xã thuộc quận Fulton, tiểu bang Arkansas, Hoa Kỳ. Năm 2010, dân số của xã này là 303 người.